# Link 1
Link 1 (NATO-Originalbezeichnung: Tactical Data Exchange for Air Defence, S-series) ist ein NATO-Standard für taktische Datenlinks der Luftverteidigung.

## Definition
Der NATO-Datenlinkstandard für taktische Datenlinks (TDL) der Luftverteidigung – im Weiteren Link 1 – definiert ein Datenlinkformat gemäß NATO Standardization Agreement (STANAG) für den Transfer bit-kodierter und formatierter Daten innerhalb und zwischen militärischen IT-Architekturen oder zu BOS.
Anmerkung:
Im allgemeinen Sprachgebrauch werden oftmals die beiden unterschiedlichen Begriffe Link 1 – Datenformat und Link 1 – Dateninhalt der zu übertragenden Informationen vermischt oder gar verwechselt.

## Geschichte
Link 1 ist ein Datenlinkstandard der ersten Generation und wurde in den 1950er Jahren als reines  Air Surveillance Datenlinkformat zum  Radar-Trackdatenaustausch zwischen definierten geographischen Gebieten (Area of Responsibility, AOR, bzw. Track Continuity Area, TCA) entwickelt, eingeführt und seither genutzt.

## Nutzung in Deutschland
Heute erfolgt die Link 1 Nutzung nicht nur innerhalb NATO und Bundeswehr, sondern auch durch die PfP. Luftwaffenintern wird Link 1 im Einsatzführungsdienst durch die Control and Reporting Centres (CRC) der Einsatzführungsverbände und die Luftverteidigung genutzt. Betroffenen sind das FüWES, das Air Command and Control System GIADS als Nachfolgeprodukt der ARKONA und das Ausbildungssystem LORA.

## Spezifikation Link 1
| Link 1                          | Spezifikation | Bezeichnung                                                              |
| ------------------------------- | --- | ------------------------------------------------------------------------ |
| Bezugsdokumente                 | | STANAG 5501 (Ed. 4) Januar 2007 NCGX-101-IS                              |
| Standardisierungsgrad           | NATO Datenlinkstandard                                                                                            | S-series-messages                                                        |
| Konfigurations- kontrolle       | | - ADSC (Implementierung) - ADSIA (Standards)                             |
| Betroffene TSK und FüWES        | | Luftwaffe, Heer GIADS                                                    |
| Übertragene Messages            | 1. surveillance (only air) 2. ECM-strobe-tell 3. Info-management                                                  |                                                                          |
| Message- format                 | 2 messages/frame - 128 bits/frame - 49 infobits/message                                                           | fixed message format                                                     |
| Messagebezeichnung              | | S-series                                                                 |
| Anzahl Messages                 | 6 |                                                                          |
| Tracktypen                      | a. Ground Environment tracks (GE) b. Airborne Early Warning (AEW) tracks c. GE/AEW tracks d. E-3A tracks          |                                                                          |
| Link Messages                   | a. S0 – Test Message b. S3 – IFF/SIF Message c. S4 – Basic Track Data Message d. S5 – Expanded Track Data Message | Link 1 unterstützte NATO Air Defence Ground Environment (NADGE) Messages |
| Übertragungs- geschwindigkeiten | 1200 bit/sec (Basisgeschwindigkeit) 600 oder 2400 bit/sec                                                         |                                                                          |
| Verbindung                      | FSK, point-to-point                                                                                               | LWL, Draht, RiFu                                                         |
| IT-Sicherheit                   | ECM Krypto | nein nein                                                                |
| Releasable to:                  | - NATO - PfP Nations - Internet                                                                                   | Ja Ja                                                                    |

## Weitere militärische Datenlinkstandards

### Datenlinks erste Generation
Datenlinkstandards der ersten Generation wurden ab Mitte der 1960er Jahre entwickelt. Es handelt sich hierbei um proprietäre Datenlinkformate, die ohne spezielle Datenkonvertierung keinen direkten Daten- und Informationsaustausch zwischen unterschiedlichen Systemen unterstützen.
| Link 1                                 | Link 3                    | Link 4 (TADIL C)                                   | Link 6                  | MBDL                      | PADIL                        | Link 7                              | Link 14                          |
| -------------------------------------- | ------------------------- | -------------------------------------------------- | ----------------------- | ------------------------- | ---------------------------- | ----------------------------------- | -------------------------------- |
| STANAG 5501 NCGX-101-IS                | SHAPE Ref. Doc            | STANAG 5504 ---                                    | NDGA-002-IS             | US Reference Paper        | MIS-2090 1B                  |                                     | STANAG 5514 ---                  |
| Tactical Data Exchange for Air Defence | SHOC Early Warning System | Tactical Data Exchange for the Control of Aircraft | SAM Automatic Data Link | Missile Battery Data Link | Patriot Air Defence Language | Air Traffic Control Data Link (ATC) | Maritime Tactical Data Broadcast |
| S-Series                               | Special                   | C/R Series                                         | Special                 | Special                   | Special                      |                                     | D/H/S/E-Series                   |
| Point to Point                         | Point to Point            | Point to Point                                     | Point to Point          | Point to Point            | Point to Point               | Point to Point                      | Broadcast                        |

Siehe auch Datenlinkstandards zweite und dritte Generation.
Anmerkung:
NATO-Datenlinkstandards werden durch die Data Link Working Group (DLWG) im Information Systems Sub-Committee (ISSC) erarbeitet.

## Bewertung
Link 1 ist als NATO-Datenlinkstandard der ersten Generation veraltet und wird den aktuellen operationalen Forderungen nicht – oder nur bedingt gerecht. Zudem ist die Vertraulichkeit der zu übertragenden Dateninhalt wegen fehlender ECM-Resistenz und unzureichender Kryptosicherheit nicht zu gewährleisten.